# Marie-Auguste Luzeau de La Mulonnière
Le bienheureux Marie-Auguste Luzeau de La Mulonnière est un prêtre catholique français né le 2 décembre 1762 à Sucé-sur-Erdre et assassiné le 2 septembre 1792 à la prison des Carmes à Paris.

## Biographie
Henri-Auguste Luzeau de La Mulonnière est le fils de Louis Maurice Luzeau, sieur de La Mulonnière, seigneur de Chavagne, et de Madeleine Bidé de La Bothinière (petite-fille du maire de Nantes Claude Bidé). 
Il commence ses études au séminaire d'Angers, avant de les achever au séminaire Saint-Sulpice à Paris. 
Ordonné prêtre en 1788, il exerce son apostolat dans le diocèse d'Angers. Revenu au séminaire sulpicien pour s'attacher à la Compagnie des prêtres de Saint-Sulpice, il retourne à Angers comme professeur au séminaire, dont il devient directeur. 
Se rendant à Issy en 1791, il y est arrêté quelques mois plus tard. Envoyé à la prison des Carmes, il y est massacré en septembre 1792. 
Ses parents, morts en 1794 à Nantes respectivement à la prison du Bouffay et à l'hôpital de la Cordialité, sont également victimes de la Révolution. Il en est de même avec plusieurs de ses frères.

## Sources
- Alphonse Jarnoux, Au pays nantais, ceux-ci furent traqués : prêtres fusillés, massacrés ou guillotinés, 1793-1797, 1974
- "LUZEAU de la MULONNIERE Marie, Auguste", in: 1792, les massacres de septembre : les Carmes, l'Abbaye, Saint-Firmin, 1992
- Ivan Gobry, Dictionnaire des martyrs de la Révolution, 1990
- Joseph Grente, Les Martyrs de septembre 1792 à Paris, 1919
- Pierre-Marie Grégoire, Les Martyrs nantais de septembre 1792 : H.-Aug. Luzeau de la Mulonnière, prêtre de la Compagnie de Saint-Sulpice et J. Bécavin, A. Porlier, J.-Ch.-M. Bernard Du Cornillet... , 1908